# Заборольська сільська рада (Луцький район)
Заборольська сільська рада Заборольської сільської територіальної громади (до 2016 року — Заборольська сільська рада Луцького району Волинської області) — орган місцевого самоврядування у Луцькому районі Волинської області з центром у с. Забороль.

## Склад ради
Рада складається з 26 депутатів та голови.
Перші вибори депутатів ради громади та сільського голови відбулись 30 квітня 2017 року. Було обрано 26 депутатів ради; за суб'єктами висування: самовисування — 13 депутатів, УКРОП — 7, Аграрна партія України — 4 та Всеукраїнське об'єднання «Батьківщина» — 2.
Сільським головою обрали позапартійного самовисуванця Валерія Боярського, тодішнього Заборольського сільського голову.

## Історія
До 15 травня 2017 року — адміністративно-територіальна одиниця в Луцькому районі Волинської області з підпорядкуванням сіл Антонівка, Забороль, Великий Омеляник, Всеволодівка та Олександрівка.
Рада складалась з 20 депутатів та голови.

## Керівний склад сільської ради
| ПІБ                         | Основні відомості                                                 | Дата обрання | Дата звільнення |
| --------------------------- | ----------------------------------------------------------------- | ------------ | --------------- |
| Горчинський Микола Іванович | Сільський голова, 1949 року народження, освіта, безпартійний      | 26.03.2006   | 31.10.2010      |
| Горчинський Микола Іванович | Сільський голова, 1949 року народження, освіта вища, безпартійний | 31.10.2010   |                 |
| Боярський Валерій Федорович |                                                                   |              |                 |

Примітка: таблиця складена за даними джерела

## Населення
Згідно з переписом УРСР 1989 року чисельність наявного населення сільської ради становила 2353 особи, з яких 1121 чоловік та 1232 жінки.
За переписом населення України 2001 року в сільській раді мешкало 2698 осіб.

### Мова
Розподіл населення за рідною мовою за даними перепису 2001 року:
| Мова       | Відсоток |
| ---------- | -------- |
| українська | 99,04 %  |
| російська  | 0,85 %   |